# Kysak
Kysak (in ungherese Sároskőszeg) è un comune della Slovacchia facente parte del distretto di Košice-okolie, nella regione di Košice.
Kysak è un importante nodo ferroviario posto sul collegamento internazionale Košice-Bohumín e vi ha origine l'altra linea internazionale Kysak-Muszyna, collegamento con la rete ferroviaria della Polonia.